# سلیساو (اکلاهما)
سلیساو(به انگلیسی: Sallisaw) شهری در ایالت اکلاهما کشور ایالات متحده آمریکا است که جمعیت آن در سرشماری سال ۲۰۱۰ میلادی، ۸٬۸۸۰ نفر بوده‌است.
داستان کتاب مشهور خوشه‌های خشم اثر جان استاین‌بک از این شهر شروع می شود .